# Eunomià
Els eunomians eren els membres d'un corrent religiós cristià considerat herètic. El nom prové d'Eunomi, un religiós grec nascut a Dacora a Capadòcia, deixeble d'Aeci, un seguidor d'Arri. Els seus partidaris també es van anomenar aecians o heterousians.
L'heretgia dels eunomians va tenir el seu origen en Aeci l'impiu, que negava el lliure albir dels homes. La ideologia teològica d'Aeci establia que el Fill era diferent del Pare i, a més, era d'una altra substància. Més tard va afirmar que el Fill s'havia creat del no-res (d'on van ser anomenats euxonsontians).
Aeci va morir l'any 366 a Constantinoble i Eunomi, antic bisbe de Cízic, va assumir la direcció del grup, i a partir d'ell van ser anomenats eunomians, encara que també rebien molts altres noms: troglodites, per viure en coves, exomuntians, exaconites, enomeus, etc.
Després de l'any 361 els aecians eren predominants a Constantinoble, on es van enemistar amb Eudoxi, que tornar a tenir importància quan va accedir al tron Jovià (364) que va expulsar els aecians. Aquests, no obstant això, van poder tornar durant el govern de l'emperador Procopi (365-366).
Eunomi va ser desterrat l'any 367 a Mauritània, en represàlia per les seves relacions amb Procopi, però va ser perdonat a instàncies del bisbe de Mursa; va ser enviat a Naxos i no va poder tornar a Constantinoble fins al 379, amb Teodosi, que algun temps després el va desterrar a Mèsia el 383 i més tard, quan van penetrar els gots a Mèsia, a Cesarea de Capadòcia, on va morir.
De la secta va sorgir una escissió liderada per Eutiqui (els eunomioeutiquians) que creien que encara que era diferent el Fill del Pare, ambdós sabien tot el que havia de succeir en el món. També van derivar d'ella altres sectes com els eunomofrians. Filostorgi va escriure una Història eclesiàstica des del punt de vista dels eunomians.